# Peña Blanca, Acatlán de Pérez Figueroa
Peña Blanca är en ort i Mexiko.   Den ligger i kommunen Acatlán de Pérez Figueroa och delstaten Oaxaca, i den sydöstra delen av landet, 280 km öster om huvudstaden Mexico City. Peña Blanca ligger 379 meter över havet och antalet invånare är 230.
Terrängen runt Peña Blanca är platt åt sydväst, men åt nordost är den kuperad. Peña Blanca ligger uppe på en höjd. Runt Peña Blanca är det ganska tätbefolkat, med 179 invånare per kvadratkilometer. Närmaste större samhälle är Acatlán de Pérez Figueroa, 15,7 km norr om Peña Blanca. Omgivningarna runt Peña Blanca är en mosaik av jordbruksmark och naturlig växtlighet.